# Cirsium scariosum
Cirsium scariosum là một loài thực vật có hoa trong họ Cúc. Loài này được (Poir.) Nutt. mô tả khoa học đầu tiên năm 1841.